# Buket Yılmaz
Buket Yılmaz est une joueuse de volley-ball turque née le 19 janvier 1994 à Salihli. Elle mesure 1,82 m et joue au poste de réceptionneuse-attaquante. 

## Clubs
| Club                   | De        | À         |
| ---------------------- | --------- | --------- |
| Salihli Belediyespor   | 2002-2003 | 2008-2009 |
| TVF Spor Lisesi        | 2009-2010 | 2012-1013 |
| Seramiksan Spor Kulübü | 2013-2014 | 2013-2014 |
| Karşıyaka İzmir        | 2014-2015 | 2015-2016 |
| Salihli Belediyespor   | 2016-2017 | 2017-2018 |
| Merinos Spor           | jan 2018  | mai 2018  |
| Anadolu Üniversitesi   | 2018-2019 | 2018-2019 |
| Karşıyaka İzmir        | 2019-2020 | 2019-2020 |
| Büyükçekmece VASK      | 2020-2021 | …         |

## Palmarès
- Championnat d'Europe des moins de 18 ans
  - Vainqueur : 2011.
- Championnat du monde des moins de 18 ans
  - Vainqueur : 2011[2]